# Alberta Adams
Alberta Adams (ur. 26 lipca 1917 w Indianapolis, zm. 25 grudnia 2014 w Dearborn) – amerykańska wokalistka bluesowa, nazywaną damą bluesa detroickiego. Obdarzona bardzo mocnym głosem. Od 1945 wraz z Dukiem Ellingtonem, Eddiem "Cleanheadem" Vinsonem i T-Bone'em Walkerem tworzyła jedną z najważniejszych grup działających w klimacie jazzowym, R&B i bluesowym w Detroit w latach 40. i 50. XX wieku.